# Championnat de France Pro A de tennis de table 2011-2012
Navigation
Pro A 2010-2011 Pro A 2012-2013
Le championnat de France Pro A de tennis de table 2011-2012 est la neuvième édition du championnat de France Pro A de tennis de table, plus haut niveau des championnats de tennis de table par équipes en France. Il oppose toujours 10 équipes dans chaque catégorie (messieurs et dames).
| \| SAG Cestas TT Chartres ASTT Istres Sports Angers SS La Romagne Hennebont VGA St-Maur St-Denis Pontoise-Cergy Levallois SC TT US Kremlin Bicêtre Saint-Berthevin SA Souché Niort Marmande Lys Lez Lannoy CP Saint-Quentin ALCL Grand-Quevilly TT Joué-lès-Tours Metz TT \| Localisation des clubs engagés dans le championnat. |
| SAG Cestas TT Chartres ASTT Istres Sports Angers SS La Romagne Hennebont VGA St-Maur St-Denis Pontoise-Cergy Levallois SC TT US Kremlin Bicêtre Saint-Berthevin SA Souché Niort Marmande Lys Lez Lannoy CP Saint-Quentin ALCL Grand-Quevilly TT Joué-lès-Tours Metz TT                                                           |

## Longévité en cours
Le Levallois Sporting Club, champion de France en titre, dispute sa 32e saison consécutive en première division, Le SAG Cestas, pour sa part, ce sera la 24e d'affilée et la dernière à ce niveau pour cause de difficultés financières.
Chez les femmes, l'US Kremlin-Bicêtre dispute sa 27e saison d'affilée dans les championnats professionnels (26 saisons en Nationale 1, Superdivision et Pro A + 1 saison en Pro B), tandis que le CP Lys-lez-Lannoy et l'US Saint-Berthévin/Saint-Loup, respectivement champion et vice-champion de France en titre, disputent leur 13e saison consécutive en première division.

## Championnat masculin

### Clubs engagés
| Cl | Équipes              | NS | Meilleur résultat | J   | Pts | V  | N  | D  | Pé | Arrivé en Pro A | Champ. précédent |
| -- | -------------------- | -- | ----------------- | --- | --- | -- | -- | -- | -- | --------------- | ---------------- |
| 1  | Levallois SC TT      | 8  | Champion          | 138 | 346 | 89 | 30 | 19 | -  | 2004            | Superdivision    |
| 2  | GV Hennebont TT      | 8  | Champion          | 138 | 334 | 81 | 34 | 23 | -  | 2004            | Nationale 1      |
| 3  | Angers VTT           | 8  | Vice-champion     | 138 | 295 | 65 | 27 | 46 | -  | 2004            | Superdivision    |
| 4  | SAG Cestas TT        | 8  | 3e                | 138 | 288 | 54 | 42 | 42 | -  | 2004            | Superdivision    |
| 5  | AS Pontoise Cergy TT | 7  | Vice-champion     | 126 | 276 | 62 | 26 | 38 | -  | 2005            | Pro B            |
| 6  | Istres TT            | 6  | 3e                | 108 | 217 | 39 | 31 | 38 | -  | 2006            | Pro B            |
| 7  | SS La Romagne        | 5  | 4e                | 90  | 169 | 29 | 21 | 40 | -  | 2008            | Pro B            |
| 11 | St-Denis USTT        | 4  | 7e                | 72  | 125 | 16 | 21 | 33 | -  | 2012            | Pro B            |
| 13 | Chartres ASTT        | 2  | Vice-champion     | 36  | 78  | 16 | 10 | 10 | -  | 2010            | Pro B            |
| 19 | VGA St-Maur          | -  | -                 | -   | -   | -  | -  | -  | -  | 2012            | Pro B            |

### Équipes[1]
- Vaillante Angers Sports :  Panayiótis Ghiónis,  Benjamin Brossier
- St-Denis US :
- Chartres ASTT  :  Robert Gardos,  Damien Eloi,  Gao Ning,  Pär Gerell
- GV Hennebont :
- Levallois Sporting Club Tennis de table :  Chuang Chih-Yuan,  Emmanuel Lebesson,  Simon Gauzy,  Igor Rubstov
- SS La Romagne :  Chen Tian Yuan,  Brice Ollivier,  Abdel-Kader Salifou
- AS Pontoise-Cergy TT :  Marcos Freitas,  Tristan Flore,  Peter Franz,  Adrien Mattenet
- VGA St-Maur
- Istres TT :  Christophe Legoût,  Quentin Robinot,  Chen Jian,  Stéphane Lebrun
- SAG Cestas : Lin Ju,  Liu Song,  Ľubomír Pištej,  Dany Lo

### Résultats
| Résultats (dom.\ext.)                                      | Ang | Ces | Cha | Hen | Ist | LaR | Lev | Pon | St-D | St-M |
| Angers VTT                                                 |     | 3-3 | 0-4 | 1-4 | 4-1 | 3-3 | 1-4 | 2-4 | 2-4  | 3-3  |
| SAG Cestas TT                                              | 2-4 |     | 0-4 | 2-4 | 2-4 | 1-4 | 3-3 | 4-2 | 4-1  | 4-1  |
| Chartres ASTT                                              | 4-1 | 4-2 |     | 3-3 | 4-1 | 4-2 | 4-1 | 4-1 | 4-1  | 4-0  |
| GV Hennebont TT                                            | 4-1 | 4-0 | 1-4 |     | 4-2 | 3-3 | 0-4 | 0-4 | 4-1  | 4-1  |
| Istres TT                                                  | 4-1 | 3-3 | 1-4 | 1-4 |     | 2-4 | 4-2 | 4-1 | 4-2  | 4-1  |
| SS La Romagne                                              | 3-3 | 0-4 | 1-4 | 3-3 | 4-1 |     | 2-4 | 4-0 | 4-1  | 4-1  |
| Levallois SC TT                                            | 4-1 | 4-2 | 3-3 | 3-3 | 1-4 | 1-4 |     | 3-3 | 4-0  | 4-0  |
| AS Pontoise CTT                                            | 3-3 | 4-1 | 3-3 | 1-4 | 3-3 | 1-4 | 0-4 |     | 4-2  | 3-3  |
| St-Denis USTT                                              | 3-3 | 3-3 | 0-4 | 2-4 | 1-4 | 0-4 | 0-4 | 0-4 |      | 1-4  |
| VGA St-Maur                                                | 1-4 | 2-4 | 0-4 | 3-3 | 0-4 | 0-4 | 2-4 | 0-4 | 4-1  |      |
| - Victoire à domicile - Match nul - Victoire à l'extérieur |     |     |     |     |     |     |     |     |      |      |

### Classements

#### Général
| Rang | Équipe               | Pts | J  | V  | N | D  | F | Pp | Pc | Diff |
| ---- | -------------------- | --- | -- | -- | - | -- | - | -- | -- | ---- |
| 1    | Chartres ASTT        | 51  | 18 | 15 | 3 | 0  | 0 | 69 | 21 | +48  |
| 2    | GV Hennebont         | 43  | 18 | 10 | 5 | 3  | 0 | 56 | 39 | +17  |
| 3    | SS La Romagne        | 42  | 18 | 10 | 4 | 4  | 0 | 57 | 36 | +21  |
| 4    | Levallois SC         | 42  | 18 | 10 | 4 | 4  | 0 | 57 | 36 | +21  |
| 5    | Istres TT            | 38  | 18 | 9  | 2 | 7  | 0 | 51 | 45 | +6   |
| 6    | AS Pontoise-Cergy TT | 35  | 18 | 6  | 5 | 7  | 0 | 45 | 48 | -3   |
| 7    | SAG Cestas           | 32  | 18 | 5  | 4 | 9  | 0 | 44 | 54 | -10  |
| 8    | Angers Vaillante TT  | 30  | 18 | 3  | 6 | 9  | 0 | 40 | 58 | -18  |
| 9    | VGA St-Maur          | 25  | 18 | 2  | 3 | 13 | 0 | 26 | 63 | -37  |
| 10   | St-Denis US          | 22  | 18 | 1  | 2 | 18 | 0 | 23 | 68 | -45  |

### Déroulement du championnat
- Le Chartres ASTT remporte son premier titre de champion de France Pro A[2],[3].
- A la surprise générale, le Levallois Sporting Club Tennis de table décide de se retirer du championnat à la fin de la saison, afin de favoriser la réussite individuelle de quatre jeunes joueurs français, en vue des Jeux Olympiques de Rio 2016 (Simon Gauzy, Quentin Robinot, Adrien Mattenet et Emmanuel Lebesson)[4],[5].
- Le SAG Cestas se retire également à la suite de problèmes de financement[6].

## Championnat féminin

### Clubs engagés
- Sportivement promus dans l'élite, le CAM Bordeaux et l'AS Miramas refusent la montée pour raisons financières. Le Quimper Cornouaille étant recalé par la CNAG, c'est donc le TT Joué-lés-Tours qui est repêché pour la 3e année consécutive (le club a terminé les trois dernières saisons dans la zone des relégables). L'US Marly/Élancourt (3e de la dernière Pro B) et l'ATT Serris (4e) ne pouvant non plus répondre favorablement à une montée toujours pour des raisons financières, c'est l'Entente Mirande-Cugnaux/Villeneuve qui accède pour la première fois de son histoire en Pro A.

- À moins d'une semaine de la reprise, la Raquette Marmandaise, 5e du dernier championnat (meilleur classement de son histoire) déclare forfait pour la saison 2011-2012, pour cause de difficultés financières.

| Cl | Équipes                          | NS  | Meilleur résultat | Pts | J   | V  | N  | D  | Pé | En Pro A depuis | Champ. précédent |
| -- | -------------------------------- | --- | ----------------- | --- | --- | -- | -- | -- | -- | --------------- | ---------------- |
| 1  | CP Lys-lez-Lannoy                | 9e  | Champion          | 286 | 138 | 60 | 28 | 50 | -  | 2004            | Superdivision    |
| 2  | US St-Berthévin/St-Loup TT       | 9e  | Dauphin           | 314 | 140 | 68 | 39 | 32 | -  | 2004            | Superdivision    |
| 3  | US Kremlin Bicêtre               | 8e  | 3e                | 233 | 121 | 42 | 28 | 51 | 1  | 2007            | Pro B            |
| 4  | TT Joué-lès-Tours                | 8e  | 4e                | 189 | 122 | 20 | 27 | 75 | -  | 2008            | Pro B            |
| 6  | ALCL Grand-Quevilly              | 7e  | Champion          | 217 | 108 | 41 | 27 | 20 | -  | 2006            | Pro B            |
| 10 | Raquette Marmandaise             | 5   | 5e                | 124 | 72  | 17 | 18 | 37 | -  | 2009            | Pro B            |
| 11 | SA Souché Niort                  | 4e  | 3e                | 109 | 54  | 23 | 10 | 20 | 1  | 2008            | Pro B            |
| 12 | TT Saint-Quentin                 | 3e  | 6e                | 63  | 36  | 10 | 7  | 19 | -  | 2010            | Pro B            |
| 15 | Metz TT                          | 2e  | 8e                | 24  | 18  | 1  | 4  | 13 | -  | 2011            | Pro B            |
| 20 | Ent. Mirande- Cugnaux/Villeneuve | 1re | -                 | -   | -   | -  | -  | -  | -  | 2012            | Pro B            |

- Classement à l'issue de la saison 2010-2011

### Résultats
| Résultats (dom.\ext.)                                      | Gd-Q | Jou | Kre | Lys | Metz | Mir | Sou | St-B | St-Q |
| ALCL Grand-Quevilly                                        |      | 4-1 | 2-4 | 2-4 | 4-1  | 3-3 | 1-4 | 4-1  | 2-4  |
| TT Joué-lès-Tours                                          | 1-4  |     | 1-4 | 0-4 | 2-4  | 1-4 | 0-4 | 0-4  | 0-4  |
| US Kremlin Bicêtre                                         | 4-2  | 4-0 |     | 2-4 | 4-1  | 4-2 | 4-2 | 4-1  | 4-1  |
| CP Lys-lez-Lannoy                                          | 3-3  | 4-0 | 3-3 |     | 4-0  | 4-1 | 4-1 | 4-1  | 4-1  |
| Metz TT                                                    | 4-2  | 3-3 | 0-4 | 0-4 |      | 1-4 | 3-3 | 3-3  | 1-4  |
| Ent. Mirande-Cugnaux/Villeneuve                            | 4-2  | 3-3 | 3-3 | 1-4 | 4-2  |     | 3-3 | 3-3  | 2-4  |
| SA Souché Niort                                            | 4-2  | 4-2 | 2-4 | 2-4 | 2-4  | 3-3 |     | 2-4  | 4-1  |
| US St-Berthévin/St-Loup TT                                 | 4-1  | 4-0 | 2-4 | 2-4 | 4-1  | 2-4 | 3-3 |      | 1-4  |
| TT Saint-Quentin                                           | 4-1  | 4-1 | 1-4 | 3-3 | 3-3  | 4-1 | 4-1 | 4-1  |      |
| - Victoire à domicile - Match nul - Victoire à l'extérieur |      |     |     |     |      |     |     |      |      |

### Classements

#### Classement Général
| Rang | Équipe                  | Pts | J  | V  | N | D  | F | Pp | Pc | Diff |
| ---- | ----------------------- | --- | -- | -- | - | -- | - | -- | -- | ---- |
| 1    | CP Lys-lez-Lannoy       | 45  | 16 | 13 | 3 | 0  | 0 | 61 | 22 | +39  |
| 2    | US Kremlin Bicêtre      | 44  | 16 | 12 | 2 | 1  | 0 | 60 | 27 | +33  |
| 3    | TT Saint-Quentin        | 38  | 16 | 10 | 2 | 4  | 0 | 50 | 33 | +17  |
| 4    | Ent. Mirande-CV         | 32  | 16 | 5  | 6 | 5  | 0 | 45 | 46 | -1   |
| 5    | SA Souché Niort         | 30  | 16 | 5  | 4 | 7  | 0 | 44 | 46 | -2   |
| 6    | US St-Berthevin/St-Loup | 29  | 16 | 5  | 3 | 8  | 0 | 40 | 45 | -5   |
| 7    | Metz TT                 | 26  | 16 | 3  | 4 | 9  | 0 | 31 | 54 | -23  |
| 8    | ALCL Grand-Quevilly     | 25  | 16 | 4  | 2 | 9  | 1 | 38 | 50 | -12  |
| 9    | TT Joué-lès-Tours       | 18  | 16 | 0  | 2 | 14 | 0 | 15 | 62 | -47  |